# Prix littéraire des hebdos en région
Le prix littéraire des hebdos en région a été créé en 2008 par le Syndicat de la presse hebdomadaire régionale (SPHR), pour couronner un roman.
« L'objet de ce prix est de contribuer à la promotion de la lecture et des auteurs, du savoir, et de la connaissance. »
Dix romans sont sélectionnés chaque année  par des éditeurs de la presse hebdomadaire régionale, le magazine Lire, et l'émission littéraire de France 5 La Grande Librairie. 
Le jury est composé de vingt-deux lecteurs (un lecteur par région de France métropolitaine) sélectionnés par le Syndicat de la presse hebdomadaire régionale, ainsi qu'un éditeur de la presse hebdomadaire régionale. Le jury se réunit en janvier ou février à la Société des gens de lettres à Paris pour élire le lauréat.

## Lauréats
Liste des auteurs et des romans lauréats depuis la création du prix, en 2008 :
- 2008 : Hugo Boris pour La Délégation norvégienne (Belfond).
- 2009 : Antoine Sénanque pour L’Ami de jeunesse (Grasset).
- 2010 : David Fauquemberg pour Mal Tiempo (Fayard).
- 2011 : Marie-Sabine Roger pour Vivement l'avenir (éditions du Rouergue).
- 2012 : Lilyane Beauquel pour Avant le silence des forêts (Gallimard).
- 2013 : Serge Joncour pour L'Amour sans le faire (Flammarion).
- 2014 : Laurent Seksik pour Le Cas Eduard Einstein (Flammarion).